# Dubno (Boćki)
Pour les articles homonymes, voir Dubno.
Dubno est un village de Pologne, situé dans la gmina de Boćki, dans le Powiat de Bielsk Podlaski, dans la voïvodie de Podlachie.
Selon le recenssement de la commune de 1921, ont habité dans le village 317 personnes, dont 12 étaient catholiques, 292 orthodoxes, 9 judaïques et 4 un autre. Parallèlement, 10 habitants ont déclaré avoir la nationalité polonaise, 292 la nationalité biélorusse et 9 la nationalité juive. Dans le village, il y avait 31 bâtiments habitables.

## Source
- (en) Cet article est partiellement ou en totalité issu de l’article de Wikipédia en anglais intitulé « Dubno, Podlaskie Voivodeship » (voir la liste des auteurs).